# Nil
Der Nil (arabisch النيل an-Nīl; von altgriechisch Νεῖλος Neilos (m. sg.), später Nīlos, davor lateinisch Nilus, altägyptisch ı͗tr.w bzw. *ı͗ắtraw „Fluss“, koptisch ⲫⲓⲁⲣⲱ piaro bzw. phiaro) ist ein Strom in Afrika, der mit einer Gesamtlänge von ungefähr 6650 km als längster Fluss der Erde gilt. Die Diskussion darüber, ob er nicht nach dem Amazonas als zweitlängster Fluss einzuordnen ist (s. u.), hält an. Er entspringt in den Bergen von Ruanda und Burundi, durchfließt dann Tansania, Uganda, den Südsudan und den Sudan, bevor er in Ägypten in das Mittelmeer mündet. Das meiste Wasser erhält der Nil aus den wechselfeuchten Tropen Ostafrikas und zu einem geringeren Teil aus den immerfeuchten Tropen Zentralafrikas. Als einziger Fluss der Erde durchquert er dann vollständig einen der beiden subtropischen Trockengürtel, der hier zudem die größte Trockenwüste der Erde, die Sahara, hervorgebracht hat. Die besonderen Eigenheiten des Flusses ließen an seinen Ufern eine der frühesten Hochkulturen entstehen, das altägyptische Pharaonenreich. Auch heute noch ist der Nil für Ägypten und den Sudan von entscheidender wirtschaftlicher Bedeutung.

## Gewässerdaten

### Länge
Die Angaben zur Gesamtlänge des Nil reichen von 5499 km bis 7088 km und hängen unter anderem vom gewählten Messweg ab (etwa ab den Quellgebieten oder ab dem Ausfluss des Viktoriasees).
Die Encyclopædia Britannica beziffert die Gesamtlänge mit rund 6650 km, gemessen vom United States Geological Survey.
Eine unveröffentlichte brasilianische Studie aus dem Jahr 2008 kommt auf eine von den Quellen des Kagera-Nils aus gemessene Länge von insgesamt 6852 km, nach anderen Angaben erreicht er von dort aus eine Länge von 6671 km.
Chinesische Wissenschaftler kamen dagegen in einer 2009 veröffentlichten Studie durch Einbeziehung des Rukarara-Quellflusses auf eine Länge von 7088 km.
Da auch beim Amazonas ähnlich große Unterschiede in den Längenangaben existieren (Werte reichen von 6275 km bis 7025 km), ist die genaue Länge beider Flüsse und somit die Frage nach dem längsten Fluss der Erde auch zu Beginn der 2020er-Jahre noch ungewiss. Werke wie die Encyclopædia Britannica stufen den Nil als längsten Fluss ein, halten die Ergebnisse und somit den Wettstreit aber grundsätzlich weiterhin für offen und von Interpretation und Diskurs abhängig.
Nach dem Verlassen des Victoriasees verbleibt ein Fließweg von rund 5500 km, während dessen der Strom mehrmals seinen Namen ändert. Der ungefähr 480 km lange Abschnitt vom Victoriasee bis zum Albertsee heißt Victoria-Nil. Der sich anschließende, 210 km lange Abschnitt vom Albertsee bis zur Stadt Nimule heißt Albert-Nil. Von Nimule bis zur Einmündung des linken Nebenflusses Bahr al-Ghazal im No-See trägt der Fluss auf ca. 800 km Länge den Namen Bahr al-Dschabal. Die folgenden ca. 1000 km vom No-See bis zur sudanesischen Hauptstadt Khartum, bzw. bis zur Einmündung des Blauen Nils, trägt der Fluss den Namen Weißer Nil. Erst auf den letzten ca. 3000 km wird der Fluss tatsächlich als Nil bezeichnet. Dabei legt er zwischen Khartum und Kairo (Beginn des Nildeltas) eine Entfernung von ca. 2800 km, darunter etwa 900 km zwischen Assuan und Kairo zurück. Im Nildelta spaltet sich der Strom in zwei annähernd gleich lange Mündungsarme auf, den westlichen Rosette-Arm mit einer Länge von ca. 239 km und den östlichen Damietta-Arm mit einer Länge von ca. 230 km.

### Einzugsgebiet
Das Einzugsgebiet des Nils erstreckt sich über 11 Länder. Hinzu kommen noch einige Quadratkilometer des Tschad, die über das Wadi Howar in das Nileinzugsgebiet entwässern.
Je nach Quelle und Messverfahren wird das Einzugsgebiet mit Werten zwischen 3,108 und 3,255 Mio. km² angegeben. Dabei teilt sich das Einzugsgebiet des Nil wie folgt auf (ausgehend von 3,177 Mio. km²):
| Land                         | Landesfläche im Einzugs- gebiet des Nils | Anteil am Gesamt- Einzugsgebiet | Anteil an der Fläche des Landes |
| ---------------------------- | ---------------------------------------- | ------------------------------- | ------------------------------- |
| Burundi                      | 13.860 km²                               | 0,44 %                          | 49,39 %                         |
| Demokratische Republik Kongo | 21.796 km²                               | 0,69 %                          | 0,91 %                          |
| Eritrea                      | 25.697 km²                               | 0,81 %                          | 21,11 %                         |
| Ägypten                      | 302.452 km²                              | 9,52 %                          | 30,34 %                         |
| Äthiopien                    | 365.318 km²                              | 11,50 %                         | 31,93 %                         |
| Kenia                        | 51.363 km²                               | 1,62 %                          | 8,66 %                          |
| Ruanda                       | 20.625 km²                               | 0,65 %                          | 84,01 %                         |
| Südsudan                     | 620.626 km²                              | 19,54 %                         | 97,71 %                         |
| Sudan                        | 1.396.230 km²                            | 43,95 %                         | 74,90 %                         |
| Tansania                     | 118.507 km²                              | 3,73 %                          | 12,69 %                         |
| Uganda                       | 240.067 km²                              | 7,56 %                          | 99,51 %                         |
| Gesamt                       | 3.176.541 km²                            | 100,00 %                        | –                               |

### Wasserführung
Neben dem Weißen und dem Blauen Nil ist der Atbara (Schwarzer Nil) noch erwähnenswert am Abfluss des Nils beteiligt. Je nach Quelle sind 70 bis 80 % des Wassers an der Mündung aus dem Blauen Nil. Allerdings ist dessen Abfluss, genau wie der des Atbara, sehr stark saisonal bedingt. Im Gegenzug dazu liefert der Weiße Nil mehr oder minder konstant Wasser.
Anteil der einzelnen Hauptzuflüsse zum Abfluss über das Jahr (Summenkurven; Werte aus Diagramm übernommen).
Die Abflussmengen des Nils wurden über lange Zeiträume an verschiedenen Pegeln gemessen. Hier grafisch dargestellt der Abfluss am Pegel Dongola, nach der Einmündung aller wasserführenden Nebenflüsse und etwa 350 km vor der Einmündung in den Nasser-Stausee, gemessen über einen Zeitraum von 105 Jahren (1890–1995) in m³/s.
- Diagrammdaten:
- Definition |
- Rohdaten |
- Hilfe

Von der mittleren Wasserführung von 2770 m³/s unterhalb der Einmündung des Atbara im Mittellauf erreichen unter natürlichen Bedingungen nur etwa 1250 m³/s das Mündungsgebiet unweit von Kairo; hinsichtlich der Wasserführung wird der Nil somit von zahlreichen Flüssen geringerer Länge weit übertroffen. Bedingt durch die starken Entnahmen zu Bewässerungszwecken erreichen heute nur rund 140 m³/s das Mittelmeer.
Die Wasserführung des Nils schwankt stark, so wurden in Assuan in der Periode 1971/72 nur 50 Mrd. m³/Jahr gemessen, in der Periode 1975/76 aber 100 Mrd. m³/Jahr. Der Effekt der Schwankungen wird dadurch verstärkt, dass häufig mehrere wasserarme Jahre aufeinanderfolgen und ebenso mehrere wasserreiche Jahre. In den 1960er Jahren führte der Nil viel Wasser, während die 1980er Jahre niedrige Wasserstände hatten. Auch die beiden Quellflüsse gleichen die Wasserführung des Nils nur selten aus. Sie können beide viel Wasser führen oder, wie in den 1980er Jahren, beide wenig Wasser, was für Ägypten fast zu katastrophalen Folgen führte.

## Geographie

### Quellflüsse
Der Nil besitzt zwei Quellflüsse: den kürzeren, aber wasserreicheren Blauen Nil und den wesentlich längeren Weißen Nil. Letzterer bildet die Hauptachse des Einzugsgebietes, das mit rund 3.255.000 km² nur wenig kleiner ist als das des Kongo (3.731.000 km²).

#### Blauer Nil
Der Blaue Nil entwässert große Teile des niederschlagsreichen Hochlandes von Abessinien. Seine Quellflüsse sammeln sich im großen Tanasee. Bald nach Verlassen des Sees bildet der Blaue Nil den Wasserfall Tis Issat und fließt durch lange, bis 1.500 m tiefe Cañons. Bedingt durch internationale Restriktionen konnte er in Äthiopien lange nur geringfügig genutzt werden. Inzwischen ist die Grand-Ethiopian-Renaissance-Talsperre fertiggestellt worden, die zumindest in der Lage ist, die Wasserführung des Blauen Nils zu beeinflussen. Im Sudan wird der Blaue Nil durch den Roseires-Damm und den Sennar-Damm zur Bewässerung vor allem des Gezira-Projektes und zur Energiegewinnung aufgestaut. Nach einer Lauflänge von 1.783 km fließt er bei Khartum mit dem im Mittel um etwa ein Viertel weniger Wasser führenden Weißen Nil zusammen.
Der Blaue Nil ist sedimentreich und war deshalb früher der Hauptlieferant der für die Ablagerung des fruchtbaren Nilschlammes in Ägypten wichtigen Nilschwemme, die aber spätestens seit dem Bau des Assuan-Staudamms ihre Bedeutung verloren hat. Sie fand, abhängig vom Verlauf der Regenzeit im äthiopischen Hochland, in den Monaten Juli bis Oktober statt. In dieser Zeit führt der Blaue Nil im Mittel gut fünfmal so viel Wasser wie der Weiße Nil, der eine wesentlich gleichmäßigere Wasserführung zeigt. Umgekehrt führt im Mittel der übrigen acht Monate der Weiße Nil fast das 1,8fache des Blauen Nil.

#### Weißer Nil

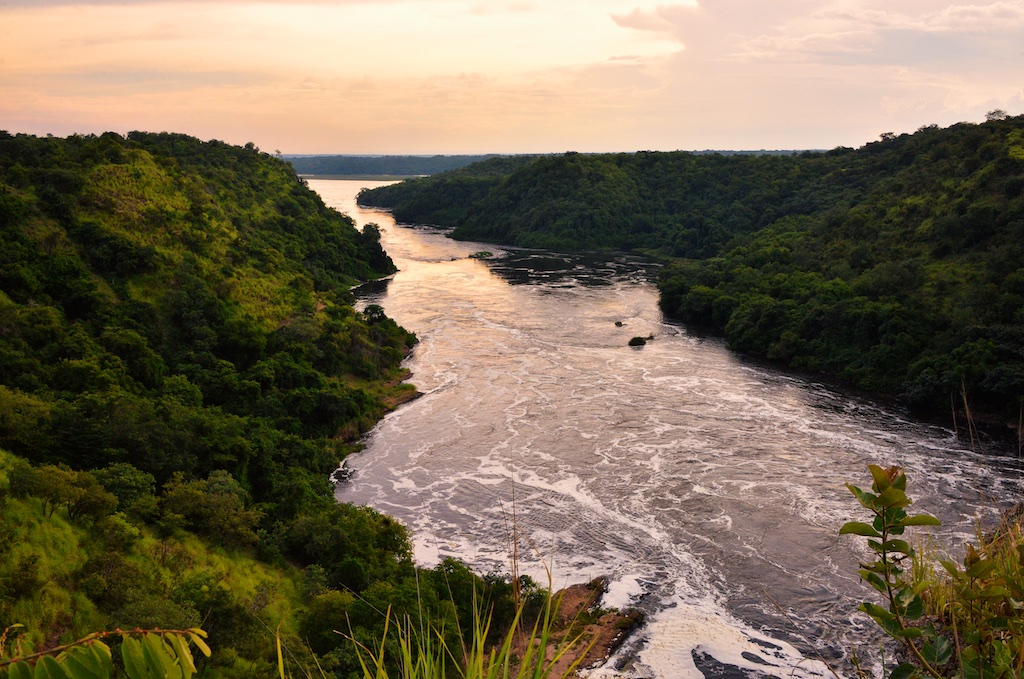
Weißer Nil in Uganda

Der Weiße Nil wird trotz der im Unterlauf geringeren Wasserführung meistens als eigentlicher Nil angesehen. Er hat gegenüber dem Blauen Nil ein mehr als fünfmal so großes Einzugsgebiet und mit rund 3800 Kilometern eine mehr als 2,5-fache Länge.
Der Weiße Nil entsteht in den hoch gelegenen Hügelländern von Burundi, Ruanda und Tansania aus dem burundischen Quellfluss Luvironza-Ruvuvu und dem ruandischen Quellfluss Rukarara-Nyabarongo, die in den Kagera (im Oberlauf auch Akagera) fließen.

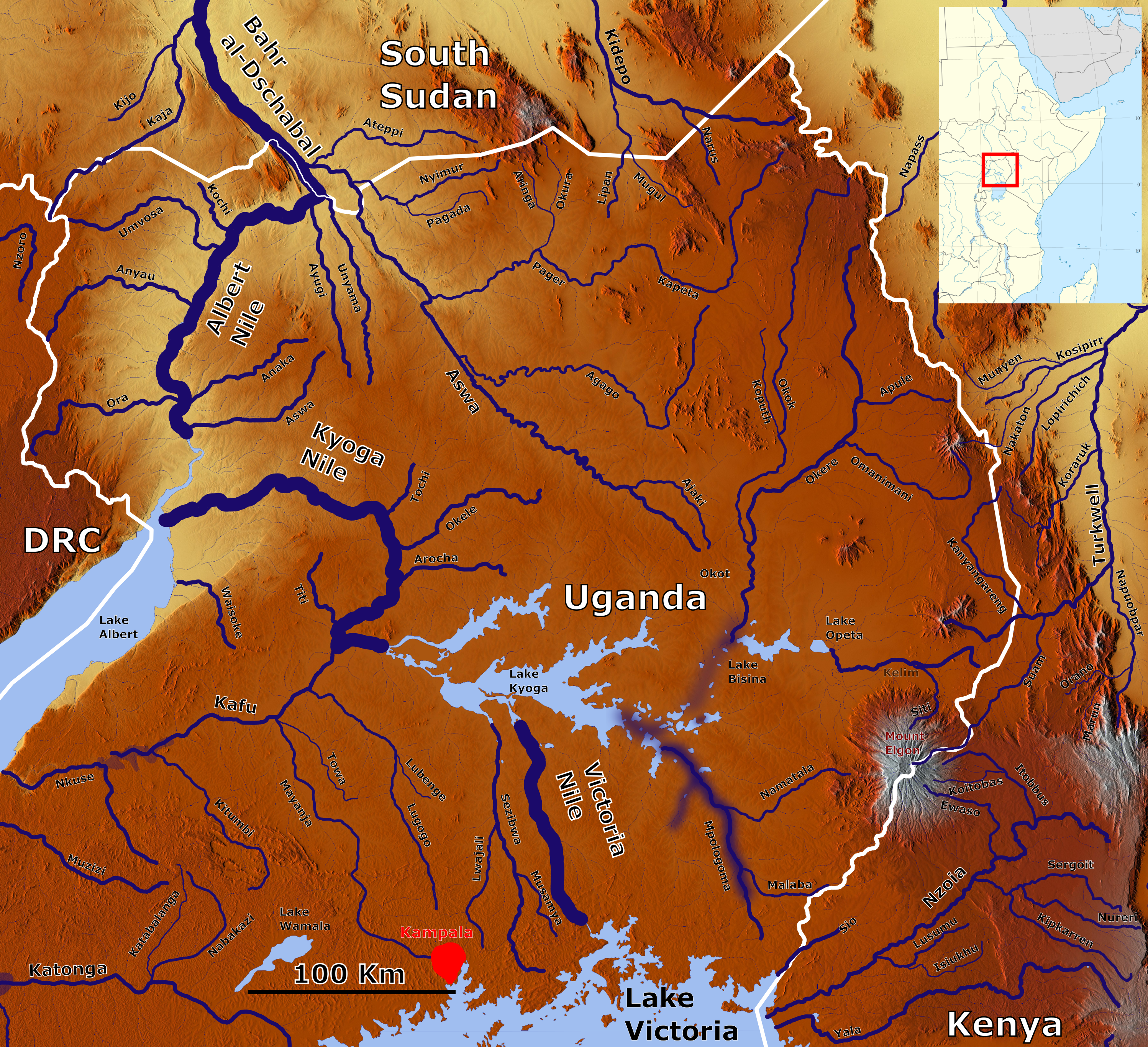
Das nördliche Uganda mit der Abfolge der einzelnen Nil-Abschnitte

Der Kagera, der im nördlichen Tansania das Westufer des Victoriasees erreicht, ist dessen größter Zufluss. Er hat ein Einzugsgebiet von ca. 60.000 km² und entwässert den größten Teil Ruandas, die Hälfte Burundis und kleine Teile Nordwest-Tansanias. Früher wurde der Kagera oft nicht als Teil des Nils angesehen, trotz seiner Länge von insgesamt weit über 900 Kilometern und einer Wasserführung von über 230 m³/s.

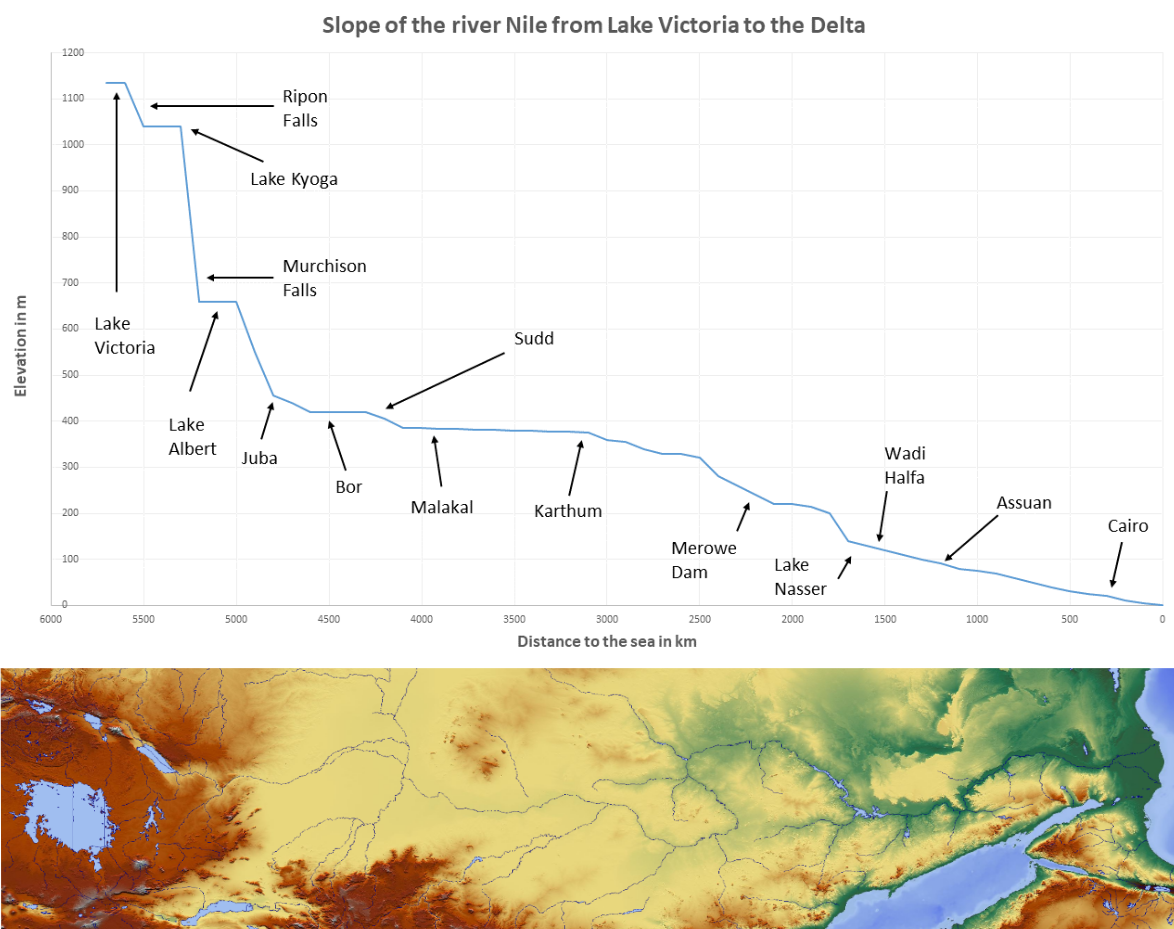
Das Gefälle des Nils vom Viktoriasee bis zur Mündung

Der Victoria-Nil verlässt den Victoriasee im Norden in Uganda. Kurz unterhalb der einstigen Owen Falls und Ripon Falls wird er so hoch aufgestaut, dass auch der Seespiegel des Viktoriasees um bis zu drei Meter angehoben werden kann. Unterhalb der Bujagali-Stromschnellen und dem Kyogasee wird er Kyoga-Nil genannt, der über die Karuma Falls und die Murchison Falls in den Albertsee fließt. Als Albert-Nil fließt er aus dem See bis zur Grenze zu Südsudan. Ab dort heißt der Flusslauf Bahr al-Dschabal (arabisch: Bergfluss; auch Bahr al-Jabal, Bahr el-Dschebel). Bei der Stadt Juba verlässt er das Hochland und tritt bei der Stadt Bur in das Sumpfgebiet des Sudd ein, das sich über fast 400 Kilometer nach Norden erstreckt. Hier verdunsten 51 Prozent des Nilwassers, wobei die Wasserführung von 1048 m³/s auf 510 m³/s abnimmt.
Kurz vor Verlassen des Sudd trifft der Bahr al-Dschabal mit dem von links kommenden, langen, aber wasserarmen Fluss Bahr al-Ghazāl (2 m³/s) im No-See zusammen und wird von dort an als Bahr al-Abiad (Weißer Nil) bezeichnet, der nun zunächst ostwärts weiterfließt. Bei der Stadt Malakal münden rechts der unvollendete Jonglei-Kanal und der kräftige, lehmfarbene Sobat (412 m³/s). Dann fließt er nordwärts weiter in Richtung Khartum und Omdurman, wo er auf den Blauen Nil trifft, der von rechts (Südosten) aus Äthiopien kommt.

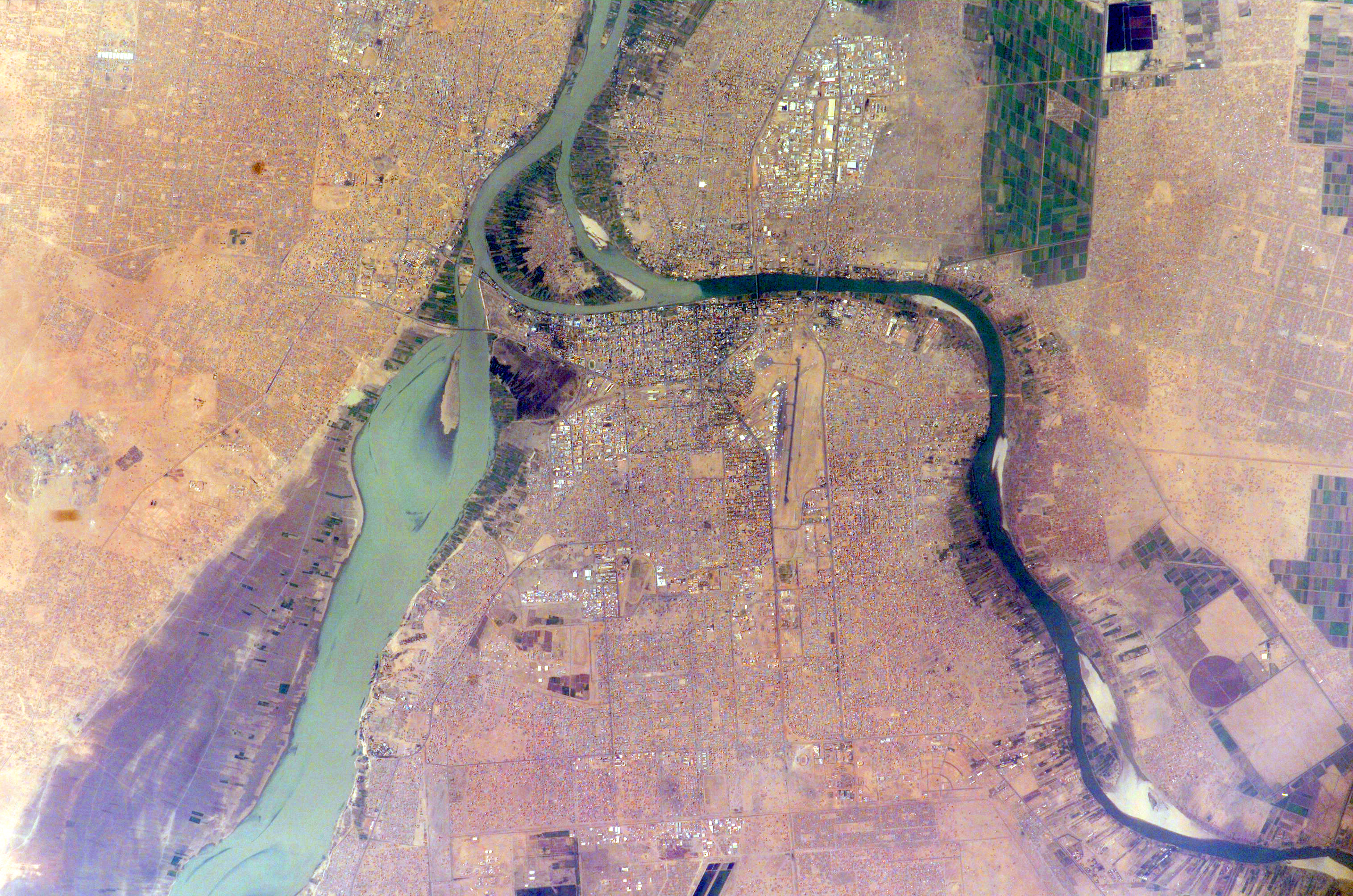
Dominanz des Weißen Nil (unten) über den Blauen Nil (rechts) in der Trockenzeit (April)
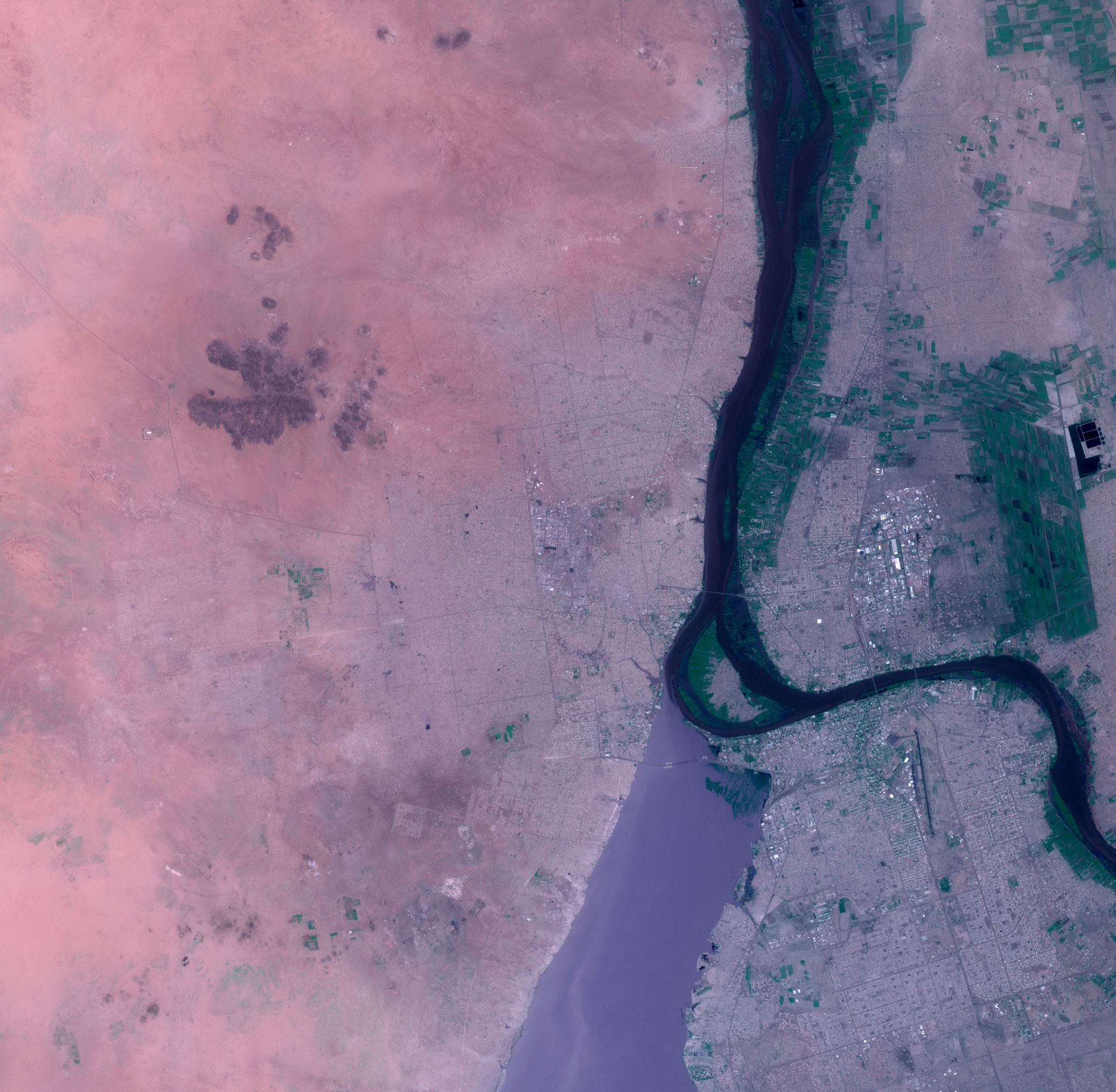
Dominanz des Blauen Nil über den zurückgestauten Weißen Nil zur Regenzeit (August)
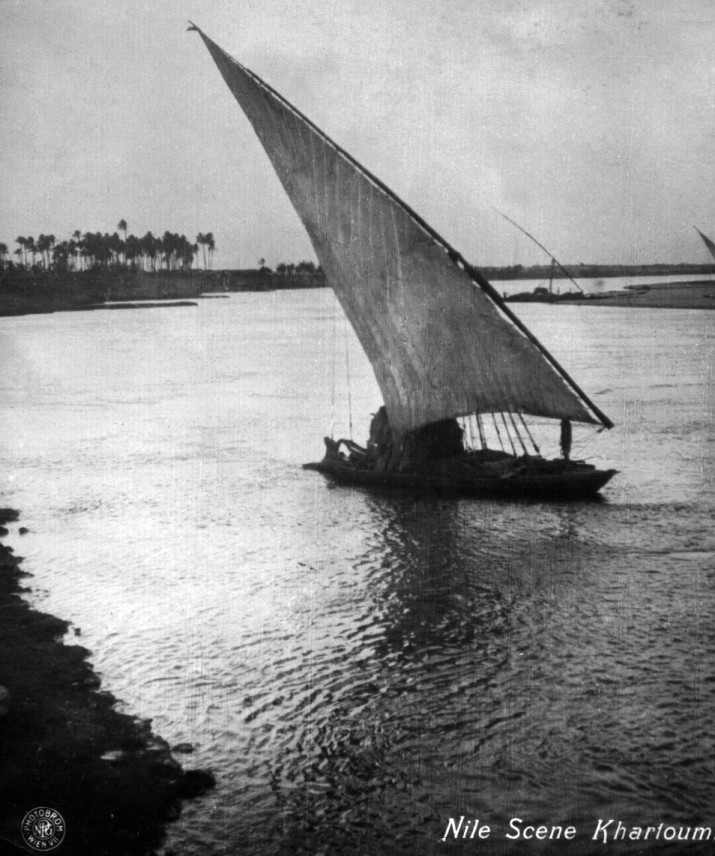
Nil bei Khartum, um 1910
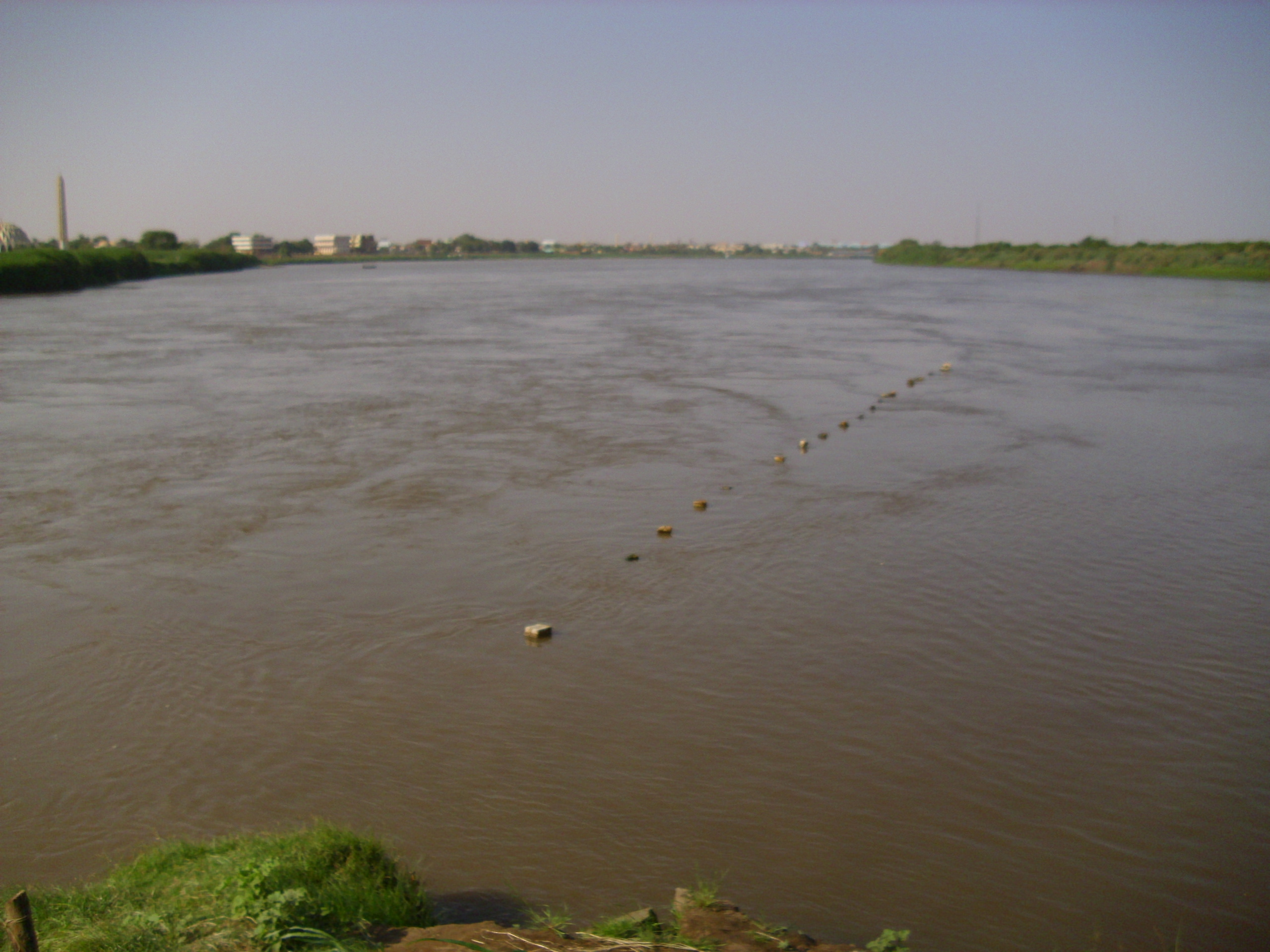
Zusammenfluss von Weißem und Blauem Nil, 2010

### Von Khartum bis Kairo

Die Klimaverhältnisse im Nil-Einzugsgebiet nach Köppen-Geiger

Von Khartum flussabwärts fließt der Nil als so genannter Fremdlingsfluss durch ausgedehnte Wüstenlandschaften S-förmig weiter nach Norden die Bayuda-Wüste umschließend. Im Westen beginnt die Libysche Wüste, östlich bis zum Roten Meer liegt die Nubische Wüste, die in Ägypten Arabische Wüste genannt wird. In den nordsudanesischen und ägyptischen Wüstengebieten bildet der Nil eine 5 bis 20 Kilometer breite Niederung; es ist eine lebenswichtige Fluss-Oase und die landwirtschaftliche Grundlage Ägyptens. Der ruhige und breite Lauf des Nils wird in den sechs Katarakten durch Engstellen und Felsen gestört, von denen drei inzwischen aber in Stauseen verschwunden sind.
Etwa 300 km unterhalb von Khartum mündet der Atbara, ein aus dem äthiopischen Hochland kommender, sedimentreicher Gebirgsfluss, der während der dreimonatigen Flutperiode dem Nil einen erheblichen Teil seiner Wassermenge zuführt, in der Trockenzeit jedoch fast ganz versiegt. Er ist der letzte Zufluss des Nils vor seiner Mündung in das Mittelmeer.
Der vierte Katarakt etwa 400 Kilometer nördlich von Khartum wurde durch den neuen Merowe-Stausee geflutet, der 2009 den Vollstau erreichte. Bei Al Dabba am südlichen Ende des Nilbogens mündet von Westen der kein Wasser mehr führende Wadi Howar, der frühere Gelbe Nil.
Kurz vor Wadi Halfa erreicht der Nil den Nubia-See, den im Sudan liegenden Abschnitt des Nassersees, der durch den von 1960 bis 1971 errichteten Assuan-Damm aufgestaut wird. Im ägyptischen Teil des Stausees befindet sich nördlich von Abu Simbel eine große Pumpstation, die das Toshka-Projekt mit Wasser versorgt.
Auf der fast 1000 km langen Strecke vom Assuan-Staudamm bis nach Kairo ist der Nil zu einem riesigen Bewässerungskanal geworden, seit Muhammad Ali Pascha (1805–1848 Vizekönig von Ägypten) die Delta Barrages bauen ließ und begann, die Bewässerungsmethoden am Nil von der seit den Pharaonen praktizierten saisonalen Bewässerung in Überschwemmungsbassins auf ganzjährige Kanalbewässerung umzustellen. Der 1873 fertiggestellte, etwa 350 km lange Ibrahimiyya-Kanal, der über den Bahr-Yusuf-Kanal auch das Fayyum-Becken im Westen des Nils versorgt, war die nächste große Maßnahme. Beginnend mit der alten Assuan-Staumauer, dem Asyut-Stauwehr und dem Zifta-Stauwehr wurden seit Anfang des 20. Jahrhunderts eine Reihe von Stauwehren und tausende Kilometer von Kanälen gebaut, die weitgehend gleichmäßig mit Wasser versorgt werden. Auch nach dem Assuan-Staudamm wurden und werden weitere Staumauern gebaut: vgl. dazu die Liste der Talsperren am Nil.

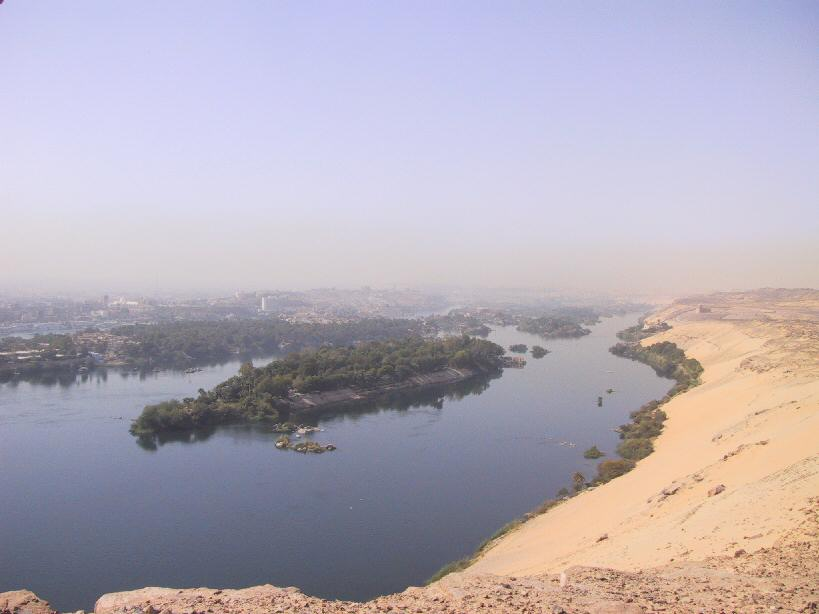
Nil bei Assuan 2002
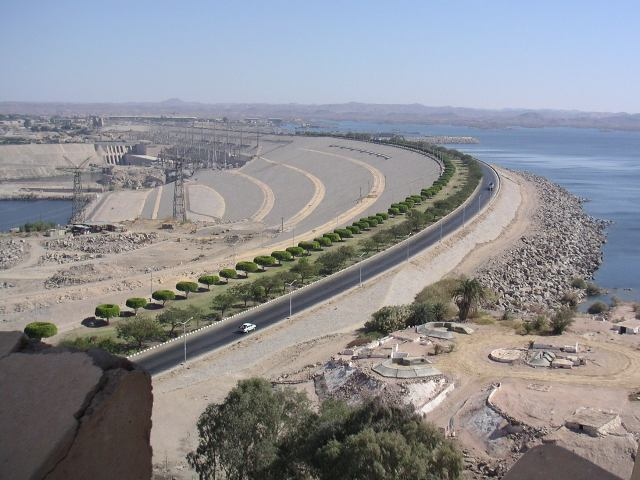
Assuan-Staudamm
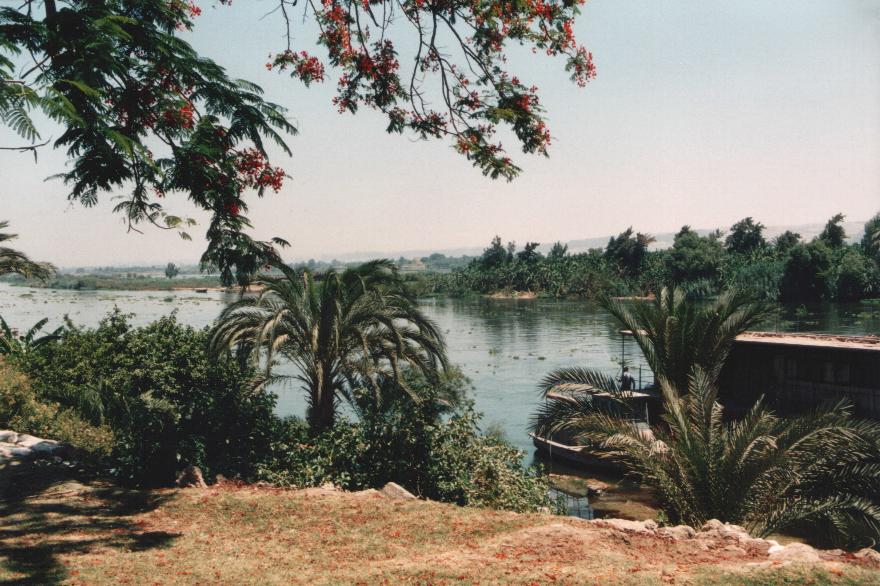
Nil bei El-Minija
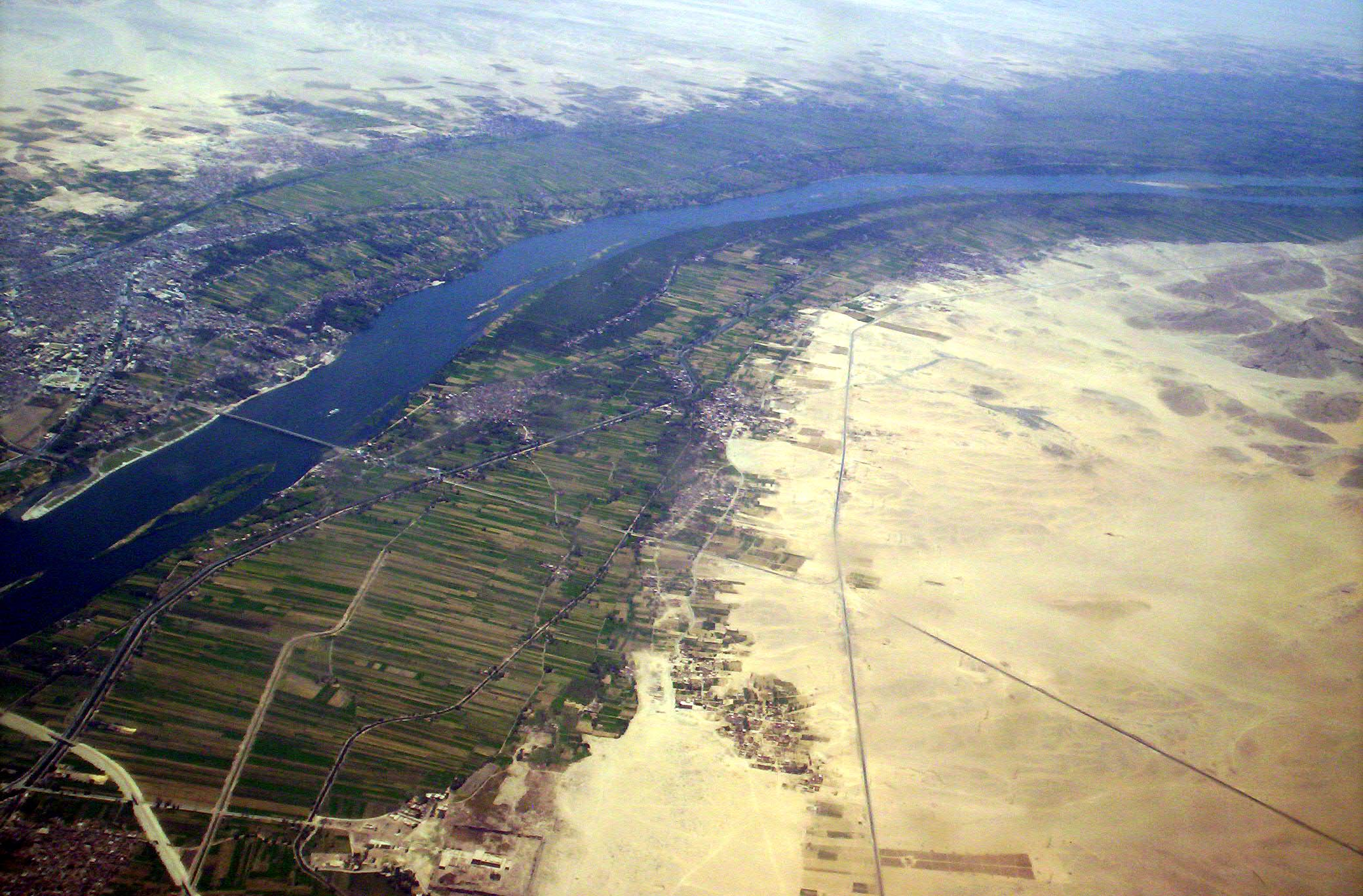
Nil-Flussoase bei Luxor

### Delta

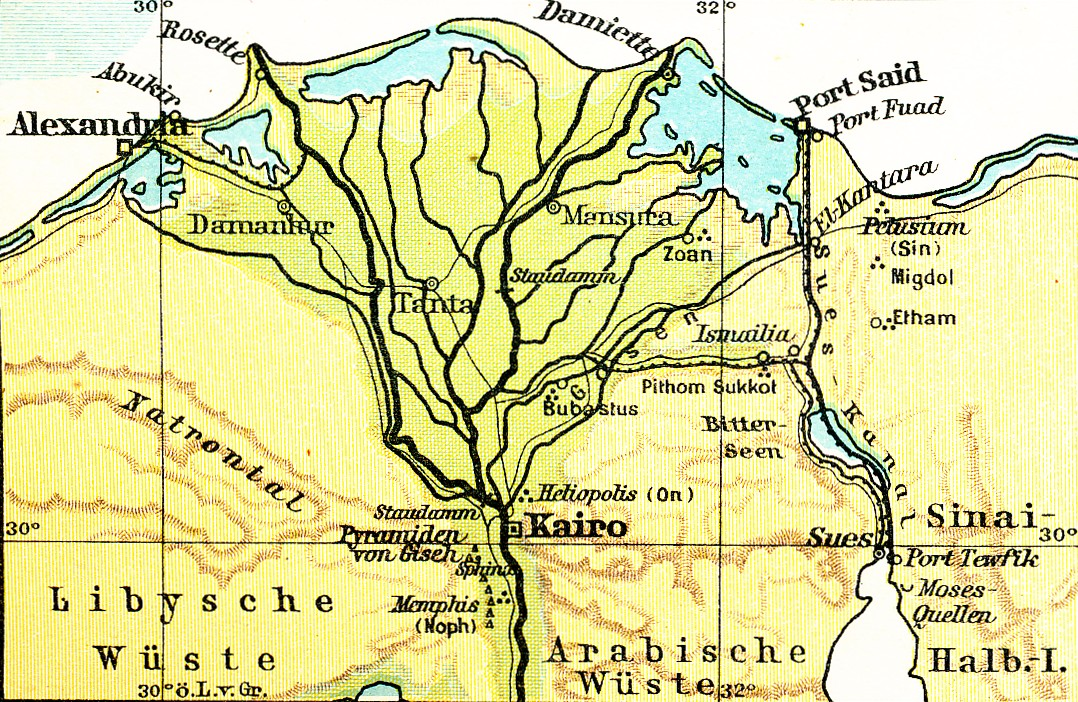
Karte des Nildeltas um 1930

Unterhalb von Kairo fächert sich der Nil zum etwa 24.000 km² großen Nildelta auf, über das er in zwei Hauptarmen in das Mittelmeer mündet. Seit dem Bau des Assuan-Staudamms in den 1960er Jahren und der dadurch ausbleibenden Nilschwemme wächst das Flussdelta nicht mehr weiter ins Meer, sondern wird teilweise durch die Brandung abgetragen. Nur der linke, der Rosetta-Arm, erreicht noch ständig das Meer; der Damietta-Arm wird kurz vor der Mündung abgedämmt, so dass sein Wasser oft nur über Bewässerungskanäle das offene Meer erreicht. Als Hauptgründe für die Verringerung der Abflussmenge des Nil gelten die intensivere Bewässerung deutlich vergrößerter Agrarflächen und die Verdunstungsverluste über dem Nassersee.

### Nebenflüsse
| Linke (hier westliche) Nebenflüsse: - Bahr al-Ghazal (mündet in Weißen Nil) - Wadi el-Melek (oft trocken) - Wadi Howar (auch Gelber Nil genannt, meist trocken) | Rechte (hier östliche) Nebenflüsse: - Sobat (mündet in Weißen Nil) - Blauer Nil (zweiter Quellfluss, im Mittel wasserreicher) - Atbara (auch Schwarzer Nil genannt) |

### Katarakte und Wasserfälle

#### Weißer Nil
Der Oberlauf des Weißen Nil verläuft in tektonisch unruhigem Gebiet und war in der jüngeren geologischen Vergangenheit vielen Änderungen unterworfen. Das spiegelt sich im unausgeglichenen Längsprofil des Flusses mit zahlreichen kleineren und größeren Wasserfällen und Stromschnellen. Dazu gehören:
- Rusumo Falls auf der Grenze von Ruanda und Tansania
- Kuruma-Schnellen in Tansania – östlich vom Nordknie des Kagera
- Ripon Falls in Uganda – (durch den Owen-Falls-Damm vom Victoriasee überflutet)
- Owen Falls in Uganda – (durch den Owen-Falls-Damm vom Victoriasee überflutet)
- Bujagali-Falls in Uganda – unterhalb des Owen-Falls-Dammes (überflutender Staudamm in Bau)
- Karuma Falls in Uganda – etwa 60 km oberhalb der Murchison Falls
- Murchison Falls (auch Kabelega Falls genannt) in Uganda

#### Blauer Nil
Der Blaue Nil fließt durch Plateaulandschaften mit vielfach horizontal lagernden Schichten, in deren tief eingeschnittenen Tälern er zahlreiche Stromschnellen bildet. Der einzige große Wasserfall ist der wohl bekannteste im Flusssystem des Nil, der Tis Issat.

#### Katarakte am Mittellauf

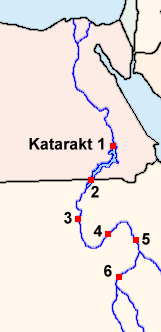
Lage der sechs Katarakte

Im Mittellauf des Nil, unterhalb des Zusammenflusses von Blauem Nil und Weißem Nil, ist das Flussbett durch sechs natürliche Granitbarrieren gekennzeichnet, die wesentlich härter sind als das umgebende Sedimentgestein und die Nilsedimente. Im alten Ägypten bildeten die gefürchteten Katarakte die Grenzen zwischen den Königreichen. Auch wenn einige von ihnen mittlerweile überstaut wurden, sind sie bis heute Hindernisse für die Schifffahrt, bei Niedrigwasser wegen verborgener Klippen und unübersichtlicher schmaler Felsrinnen und bei Hochwasser wegen der reißenden Strömung.
Die Katarakte wurden seit alters schlicht stromaufwärts (also von Nord nach Süd) nummeriert. Der erste Katarakt befindet sich im heutigen Ägypten; der zweite bis sechste Katarakt befinden sich im Sudan.
- Der erste Katarakt liegt bei Assuan (24° 5′ 0,4″ N, 32° 52′ 54,3″ O), der einzige im heutigen Ägypten. Ein großer Teil von ihm wurde durch den Bau der alten Assuan-Staumauer geflutet.
- Der zweite Katarakt (oder auch Großer Katarakt) befindet sich in Nubien oberhalb des Nasser-Stausees (21° 28′ 46,5″ N, 30° 57′ 41,5″ O).
- Der dritte Katarakt befindet sich in der Nähe von Tombos/Hannek (19° 48′ 41,2″ N, 30° 18′ 38,9″ O).
- Der vierte Katarakt befindet sich bei Dar al-Manasir und ist seit 2008 durch den Merowe-Staudamm geflutet (18° 59′ 44,1″ N, 32° 23′ 55,3″ O).
- Der fünfte Katarakt befindet sich beim Zusammenfluss des Nils und des Atbara Flusses (18° 24′ 43,9″ N, 33° 45′ 43,9″ O).
- Der sechste Katarakt befindet sich bei einem Gebirgsdurchbruch, der Sabaluka-Intrusion, nahe Meroe (16° 20′ 59,7″ N, 32° 42′ 26,2″ O).

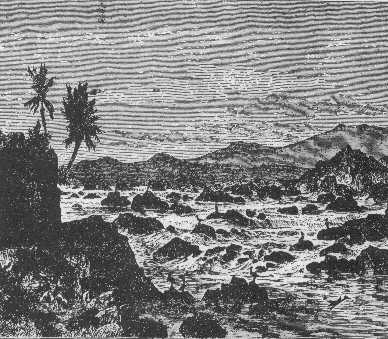
1. Katarakt um 1870
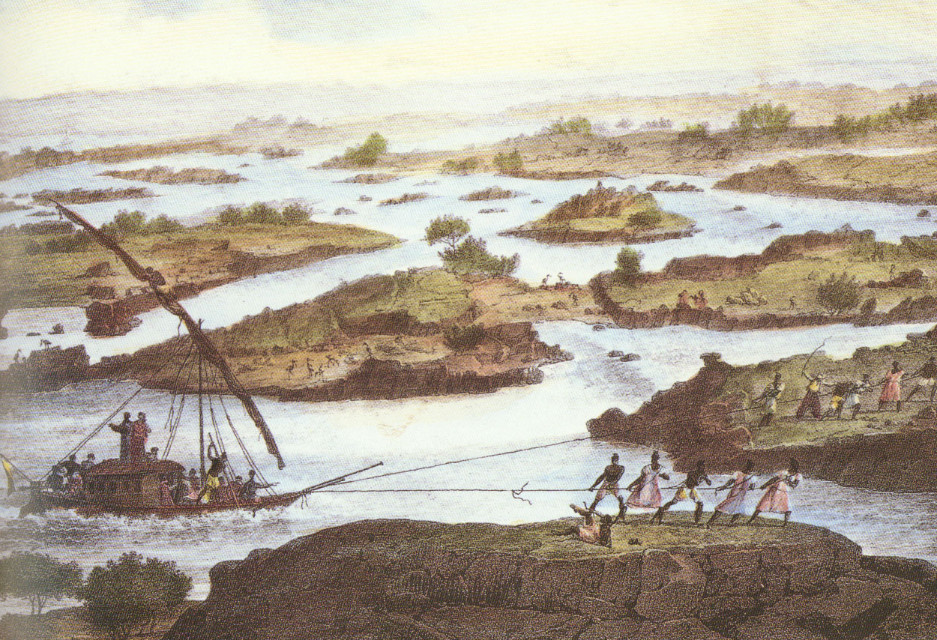
1. Katarakt, Datum unbekannt
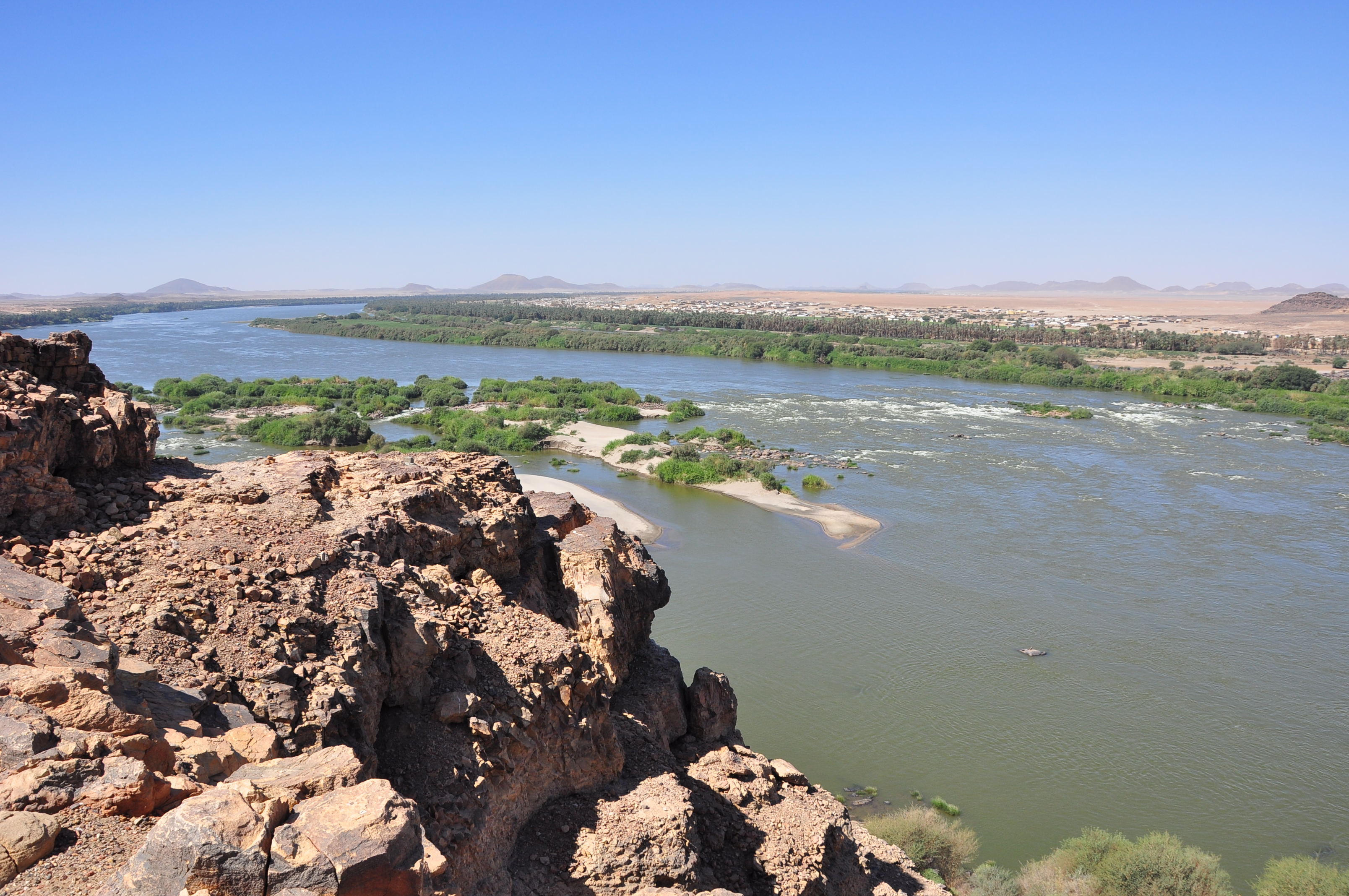
3. Katarakt 2010
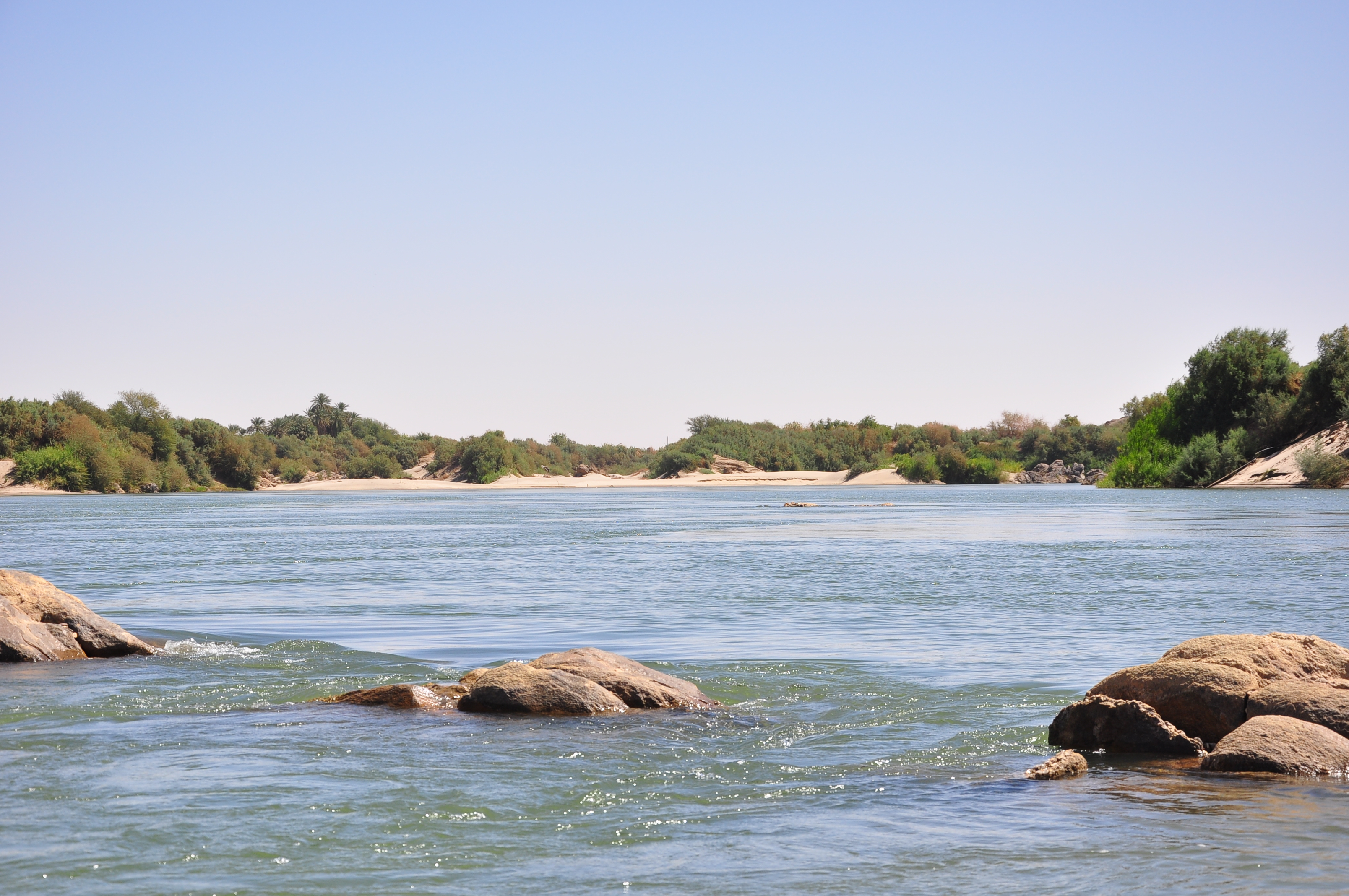
Auslauf des 4. Katarakts 2010
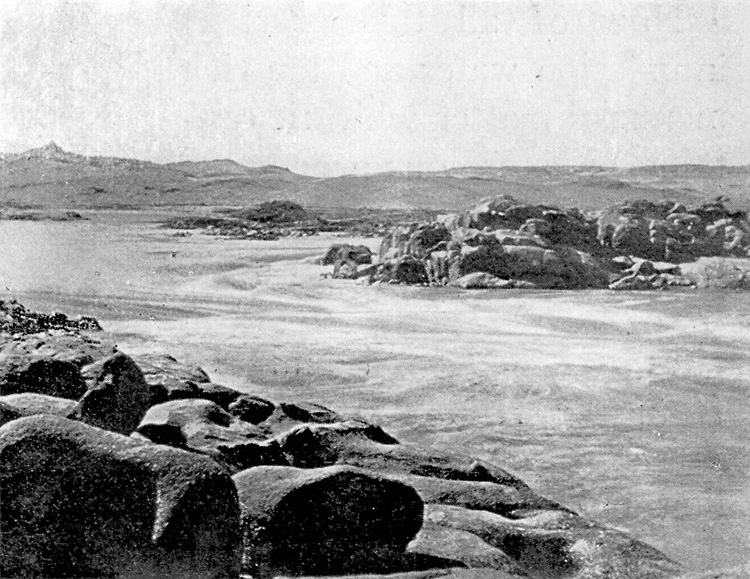
6. Katarakt um 1908

### Städte am Nil-Ufer
Die Millionenstädte Kairo, Gizeh (beide Ägypten) und Khartum (Sudan) sind die größten Städte.
Die alten Ägypter bauten ihre Städte oft an den fruchtbaren Ebenen des heiligen Flusses. Viele Katarakte und Stauanlagen wurden, unter anderem für die Besiedlung, errichtet.
- Ruanda
  - Kigali
- Uganda
  - Kampala (am Victoriasee)
  - Jinja
- Südsudan
  - Juba
  - Malakal
- Sudan
  - Kusti
  - Rabak
  - Khartum (al-Chartūm)
  - Omdurman (Umm Durmān)
  - al-Chartum Bahri
  - Atbara
  - Wadi Halfa
- Ägypten
  - Assuan (Aswān)
  - Luxor (al-Uqsur)
  - Qena (Qinā)
  - Sohag (Suhādsch)
  - Asyut (Asyūt)
  - Al-Minya (al-Minyā)
  - Beni Suef (Banī Suwaif)
  - Madinat al-Fayyum (al-Fayyūm) – etwas westlich vom Nil
  - Helwan (Hulwān)
- Orte im oder am Nildelta
  - Kairo (al-Qāhira)
  - Gizeh (al-Dschīza)
  - Heliopolis (Misr al-Dschadīda)
  - Imbaba (Imbābā)
  - Banha (Banhā)
  - Schibin al-Kaum
  - Ismailia (al-Isma'īliyya, am Sueskanal, über Seitenkanal mit Nildelta verbunden)
  - Zagazig (az-Zaqāzīq)
  - Tanta (Tantā)
  - Mahalla al-Kubra (al-Mahallāt al-Kubrā)
  - Mansura (al-Mansura)
  - Naukratis (Nebireh)
  - Damanhur (Damanhūr)
  - Kafr asch-Schaich
  - Alexandria (al-Iskandariyya)
  - Port Said (Būr Sa'īd)
  - Damietta (Dumyāt)

## Fauna

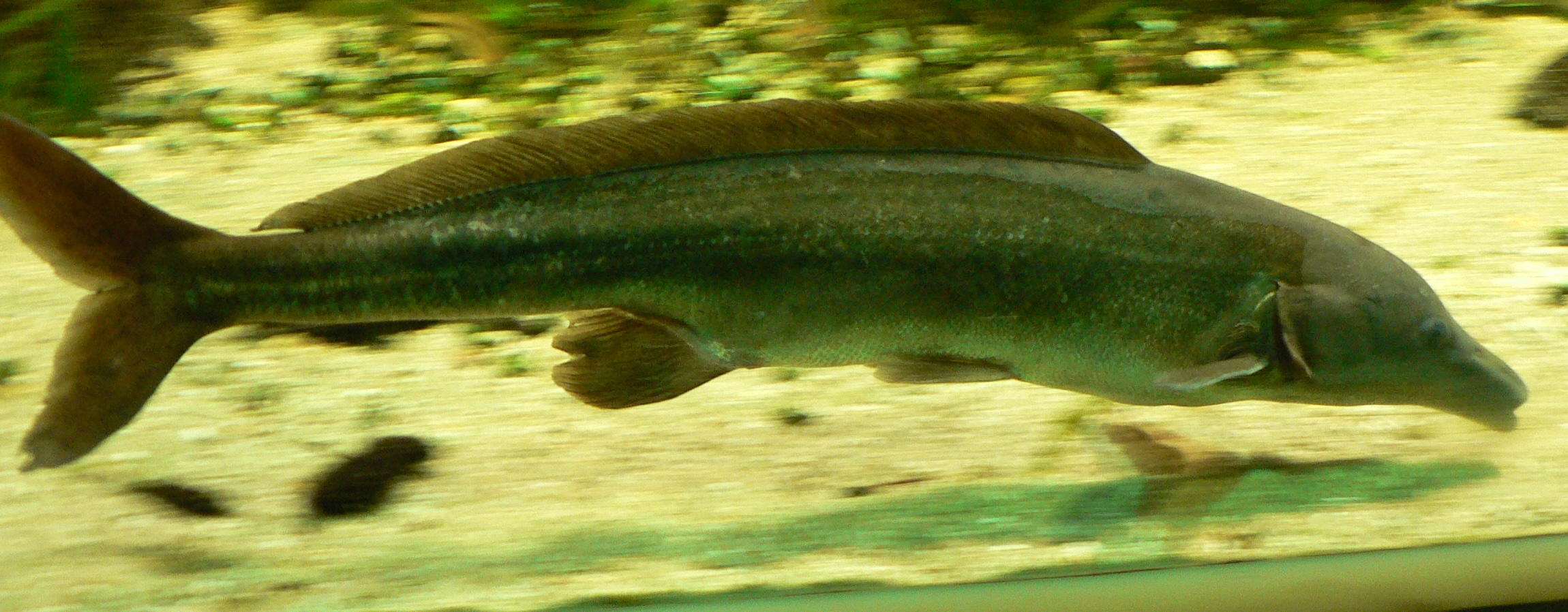
Nilhechte wie diese Mormyrus-Art verdanken dem Fluss ihren deutschen Trivialnamen

Der Nil wird von über 120 Fischarten bewohnt, was für einen Fluss dieser Länge nicht viele sind. Endemisch sind etwa ein Viertel der Arten, eine endemische Gattung gibt es nicht. Das Niltal bildet keine zoogeografische Einheit, etwa 75 Arten kommen auch im Stromgebiet des Niger und die meisten dieser Arten auch in anderen westafrikanischen Flüssen vor. Über 20 im Nil lebende Fischarten sind auch im Kongobecken zu Hause. Zu den großen im Nil lebenden Fischarten gehören der Plankton fressende Afrikanische Knochenzüngler (Heterotis niloticus) und die Raubfische Großnilhecht (Gymnarchus niloticus) und Nilbarsch (Lates niloticus). Die Zitterwelse sind mit zwei Arten vertreten, Malapterurus electricus und Malapterurus minjiriya. Die artenreichste Fischfamilie sind die Karpfenfische (Cyprinidae) mit 18 Arten und die Nilhechte (Mormyridae) mit 16 Arten.
Viele weitere Tierarten erhielten nach dem Fluss ihren Namen, so etwa das Nilkrokodil, die Nilgans, die Nil-Grasratte, der Nilwaran und auch das Nil- oder Flusspferd, welches aber heute im Unterlauf nicht mehr vorkommt. Viele Tiere dienten den Ägyptern als Haustiere oder sind Vorbilder für Götter.

## Wirtschaftliche Nutzung: Wasserbauwerke

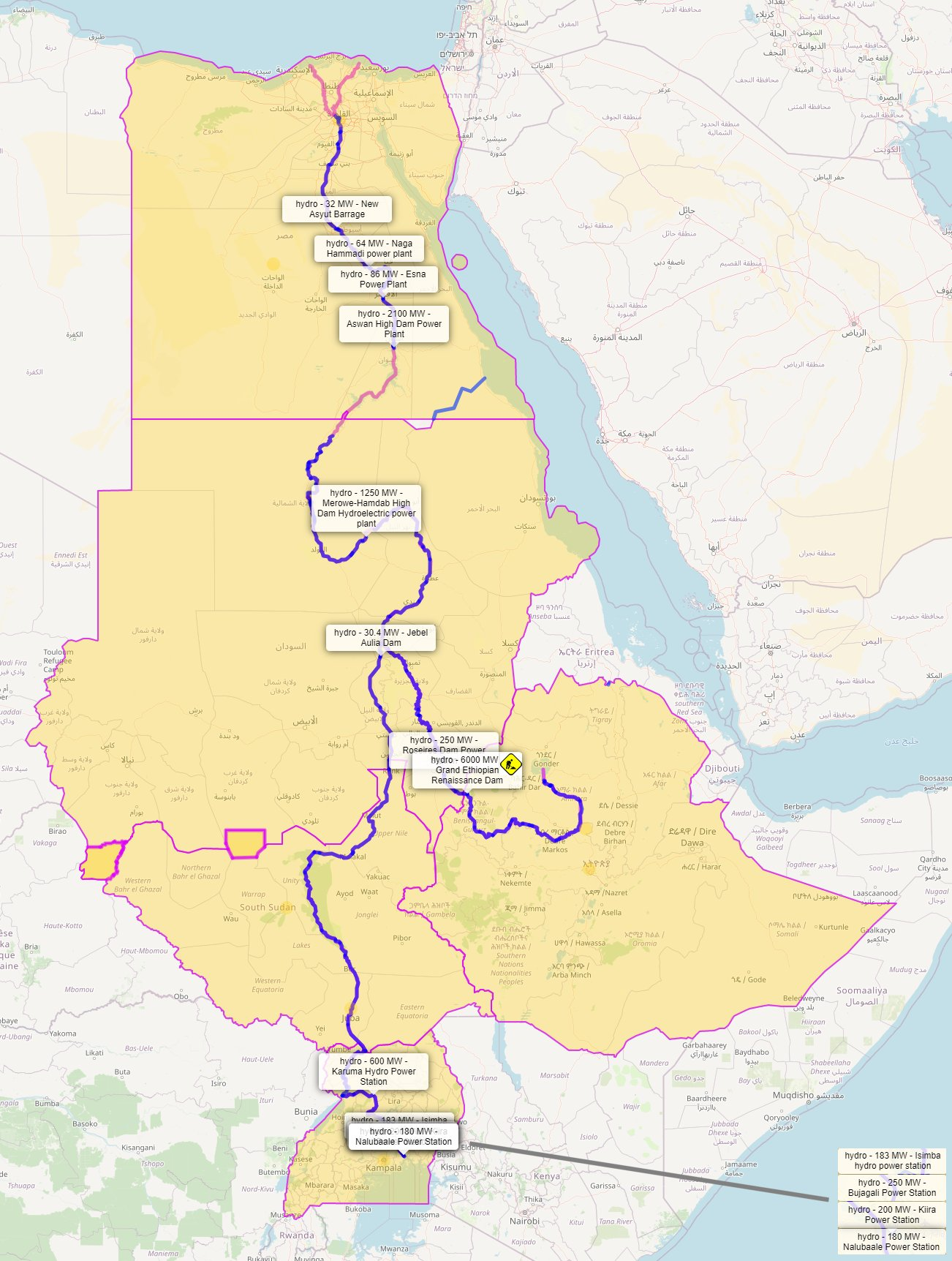
Wasserbauliche Eingriffe am Nil

### Überblick
Die wasserbaulichen Eingriffe am Nil wurden durch den Wechsel der Bewässerungsmethoden am Nil in Ägypten von der Überflutung von Überschwemmungsbassins zur dauerhaften Kanalbewässerung veranlasst. In neuerer Zeit wurden und werden außerdem Wasserkraftwerke gebaut (vgl. Liste der Talsperren am Nil).

### Überschwemmungsbassins
Die natürliche Wasserführung des Nils war geprägt durch den Wechsel zwischen der Flut im August, September und Oktober und dem anschließenden Rückgang des Wasserstandes bis auf ein Siebtel des Maximums. Auch im Vergleich der Jahre gab es starke Schwankungen sowohl bei der Höhe der Fluten als auch beim Niedrigwasser. Zur Bewässerung landwirtschaftlich genutzter Felder wurde die Flut in große Überschwemmungsbassins geleitet, die nach der Durchfeuchtung des Bodens und dem Absetzen des Nilschlamms wieder geleert wurden. Die Aussaat erfolgte unmittelbar danach auf dem durchfeuchteten Boden, die Ernte konnte und musste schon nach rund drei Monaten erfolgen, bevor die sommerliche Hitze die Böden austrocknete und kein landwirtschaftlicher Anbau mehr möglich war.

### Dauerhafte Kanalbewässerung
Muhammad Ali Pascha (1805–1848 Vizekönig von Ägypten) ließ die Delta Barrages bauen, die in der Niedrigwasserperiode den Nil um max. vier Meter aufstauten, was genügte, um abwechselnd einen Teil des Nildeltas zu bewässern. Dadurch wurden zusätzliche Anbauflächen im Nildelta erschlossen und erstmals konnte Baumwolle angebaut werden, die langfristig und gleichmäßig bewässerte Felder benötigt. Außerdem wurden zwei Ernten möglich.
Ismail Pascha (1863–1879 Vizekönig) dehnte die Methode auf Oberägypten aus und ließ dazu den Ibrahimiyya-Kanal bauen, der 1873 fertiggestellt wurde. Der damals 320 km lange Kanal wurde in Asyut ohne besondere Bauwerke aus dem Nil ausgeleitet, um die Zuckerrohrfelder des Vizekönigs zu bewässern. Eine Abzweigung füllt den Bahr-Yusuf-Kanal zum Fayyum-Becken.

### Überbrückung der Niedrigwasserperiode
Die Delta Barrages erwiesen sich nach ihrer Sanierung durch die Briten Ende des 19. Jahrhunderts als sehr erfolgreich. Deshalb baute man 1902 die Assuan-Staumauer, das Asyut-Stauwehr und das Zifta-Stauwehr. Die Staumauer in Assuan sollte während der Flut so viel Wasser aufstauen, dass in der anschließenden Niedrigwasserperiode alle abwärts gelegenen Bewässerungskanäle ausreichend versorgt werden konnten. Das Asyut-Stauwehr diente dabei zur Steuerung des Zuflusses zum Ibrahimiyya-Kanal.
Infolge der fortschreitenden Umwandlung von Überschwemmungsbassins in dauerhaft bewässerte Felder war das Stauvolumen der Assuan-Staumauer bald nicht mehr ausreichend, so dass sie 1912 und ein weiteres Mal 1934 erhöht werden musste. Dabei wurde auch das erste Wasserkraftwerk am Nil eingebaut.
Für den Zufluss zu den weiteren Kanälen wurde 1906 das Esna-Stauwehr und 1930 die Naga-Hammadi-Staustufe gebaut.
1937 wurde der Jebel-Aulia-Damm im Weißen Nil oberhalb von Khartum ebenfalls zu dem Zweck gebaut, Wasser aufzustauen und während der Niedrigwasserperiode abzugeben.
Im Nildelta verbesserte der Zifta-Damm die Wasserverteilung im Bereich des Damietta-Arms, 1938 ersetzten die Muhammad Ali Barrages die alt gewordenen Delta Barrages.
Mit diesen umfangreichen Baumaßnahmen aus Stauwehren im Nil und Bewässerungskanälen zu seinen beiden Seiten wurde der größere Teil der landwirtschaftlichen Flächen Ägyptens auf die dauerhafte Kanalbewässerung umgestellt.
Die früher grundlegende Bedeutung des Nilschlamms wurde dadurch nachrangig. Zwar hatten alle Stauwehre und selbst die Assuan-Staumauer noch Tore, um einen Teil der Flut passieren zu lassen, wichtig war aber die Bevorratung von ausreichend Wasser für die Sommermonate und die gleichmäßige Versorgung der Kanäle. Der Nilschlamm war dabei manchmal hinderlich, wenn er die Kanäle zusetzte und mühsam geräumt werden musste.

### Überbrückung mehrjähriger Dürrezeiten
Schon um 1900 hatten die Briten Überlegungen angestellt, wie geringe Wasserstände ausgeglichen werden und den Feldern in Ägypten zusätzliches Wasser zugeführt werden könnte. Bereits damals wurde eine Aufstauung des Tanasees und des Victoriasees, ein Kanal entlang des Sudds und ein Reservoir im Weißen Nil oberhalb Khartum in Erwägung gezogen.
Das von der Assuan-Staumauer aufgestaute Volumen war auch nach ihren Erhöhungen nicht ausreichend, um ein ganzes Jahr mit extrem niedrigen Wasserständen oder um zwei aufeinanderfolgende Perioden mit niedrigen Wasserständen zu überbrücken und damit zu verhindern, dass die ägyptische Landwirtschaft verdorrt. Zur Abwendung einer solchen, für Ägypten katastrophalen Entwicklung wurde in den Jahren von 1960 bis 1971 der Assuan-Staudamm (Assuan-Hochdamm) gebaut. Dafür wurde in Kauf genommen, dass die Nilflut endgültig im Nassersee endete und der Nilschlamm Ägypten nicht mehr erreicht. Inzwischen endet die Flut bereits im Sudan im Stausee des Merowe-Damms.

### Zusätzliches Wasser
Im Sudd, dem im Südsudan gelegenen riesigen Sumpfgebiet, verdunstet 53 % des Wassers des Weißen Nils. Um diesen Verlust zu verringern und mehr Wasser durch den Weißen Nil nach Ägypten zu leiten, wurde 1974 mit dem Bau des Jonglei-Kanal begonnen, durch den das Wasser des Weißen Nils am Sudd vorbeifließen sollte. Der Bau ist 1984 durch den Bürgerkrieg im Sudan unterbrochen und seitdem nicht mehr aufgenommen worden.

## Nutzungskonflikte
Da im Jahresmittel nur noch gut fünf Prozent des Abflusses unterhalb der Atbara-Mündung das Mittelmeer erreichen, ist eine Verschärfung der Konflikte um die Wasserverteilung absehbar. Ägypten und der Sudan stellten im Jahre 1959 in bilateralen Verhandlungen fest, dass die jährliche Gesamtmenge des verfügbaren Nilwassers durchschnittlich 84 Mrd. m³ beträgt, wovon jährlich durchschnittlich 10 Mrd. m³ durch Verdunstung und Versickerung verlorengehen würden. Gemessen wurde der Wasserdurchsatz (rund 2660 m³/s) auf der Höhe des alten Assuan-Staudamms. Ägypten bewilligte sich jährlich 55,5 Mrd. m³ und gestand dem Sudan 18,5 Mrd. m³ zu. Da der Nil aber zehn Anrainerstaaten hat, von denen die meisten im Abkommen von 1959 nicht erwähnt wurden, ergibt sich für den größten Teil der rund 300 Millionen Flussanwohner eine Unterversorgung, da Ägypten seine Wasseransprüche notfalls mit Gewalt durchsetzen will. In der seit 1999 bestehenden Nile Basin Initiative wird zwar versucht, partnerschaftliche Regelungen herbeizuführen, doch das bestehende Ungleichgewicht, in dem Ägypten und Sudan rund 88 % der Wassernutzung vorbehalten sind, wogegen Äthiopien, aus dessen Staatsgebiet rund 90 % des Abflusses stammen, nur eine minimale Nutzung zugestanden wird, äußert sich inzwischen in einer separaten Rahmenvereinbarung der Oberlieger-Staaten aus dem Jahr 2010 mit dem Ziel größerer Eigennutzung (Abkommen von Entebbe).
Eine solche verstärkte Nutzung stellt auch das im Bau befindliche ugandische Wasserkraftwerk unterhalb der Bujagali-Stromschnellen des Viktoria-Nil dar.

## Geschichte

### Altes Ägypten
Der Nil wurde von den alten Ägyptern selbst nur „großer Fluss“ bzw. „Strom“ genannt. Der Terminus „Nil“ bürgerte sich erst durch das griechische „Neilos“ ein.
Der Nil begünstigte die Entstehung einer Kultur an den Nilufern des Alten Ägyptens. Ohne ihn wäre das Land heute eine einzige Wüste. Man sieht es daran, dass er im Westen von der Libyschen und im Osten von der Nubischen Wüste sowie der Arabischen Wüste eingefasst wird, wo bis auf ein paar Oasen kein Wasser existiert und somit Landwirtschaft und Kultur unmöglich waren bzw. sind. Erst durch den fruchtbaren Schlamm, den der Nil bei seinen Hochwassern über das Land verteilt, konnten Nutzpflanzen angebaut und Landwirtschaft betrieben werden. Außerdem wurde der sehr tonhaltige Schlamm, den die Nilschwemme brachte, zum Häuserbau benutzt.
Einmal im Jahr überschwemmte der Nil das Land und bedeckte einen bis zu mehrere Kilometer breiten Streifen Land (sog. Nilschwelle). Wenn das Wasser abfloss und verdunstete, hinterließ er fruchtbaren, dunklen Schlamm (so wäre dies auch heute noch, wenn es den Assuan-Staudamm nicht gäbe), der dem Alten Ägypten seinen Namen gab (Kemet – „Das schwarze Land“). Um diese Anbaufläche für Getreide vollständig nutzen zu können, siedelten die Ägypter meist direkt entlang des Nil, aber auch etwas abseits des Flusses in der Wüste. Um für die Wüstensiedlungen und für Trockenzeiten Wasser speichern zu können, mussten sie Kanäle und künstliche Seen anlegen. Da der einzelne ägyptische Bauer diese nicht bauen konnte, schlossen sich die Bewohner eines Landstriches zusammen und bildeten Gaue, die von Gaufürsten verwaltet wurden.
Der Pegelstand des Nil hatte zur Zeit der Überschwemmung eine Schwankungsbreite von bis zu acht Metern. Er wurde an Nilometern gemessen, beispielsweise Per Hapi. Da bei niedrigem Stand manche Landstriche nicht überschwemmt wurden und die dort lebenden Bauern hungerten, wurden die Steuern nach dem Stand des Nil festgesetzt. Stieg der Nil aber zu hoch, drohte das Brechen von Dämmen und die Zerstörung von Häusern. Dadurch wurden schon früh Geometer benötigt, die das Land neu ausmaßen und die Feldergrenzen neu festlegten.
Der Nil war der Haupthandelsweg Ägyptens. Über den Fluss wurde beispielsweise Holz transportiert. Es wurde aus Syrien und Palästina importiert. Außerdem wurden Steinblöcke für den Bau von Pyramiden auf Schiffen transportiert. Der Schiffsverkehr war auf den Tag beschränkt, da man in der Nacht Gefahr lief, auf Sandbänke zu laufen. Bei sehr niedrigem Wasserstand wurden die Schiffe über kurze Strecken über Land gezogen. Das Segel wurde erst 3350 v. Chr. eingeführt.

### Römerzeit

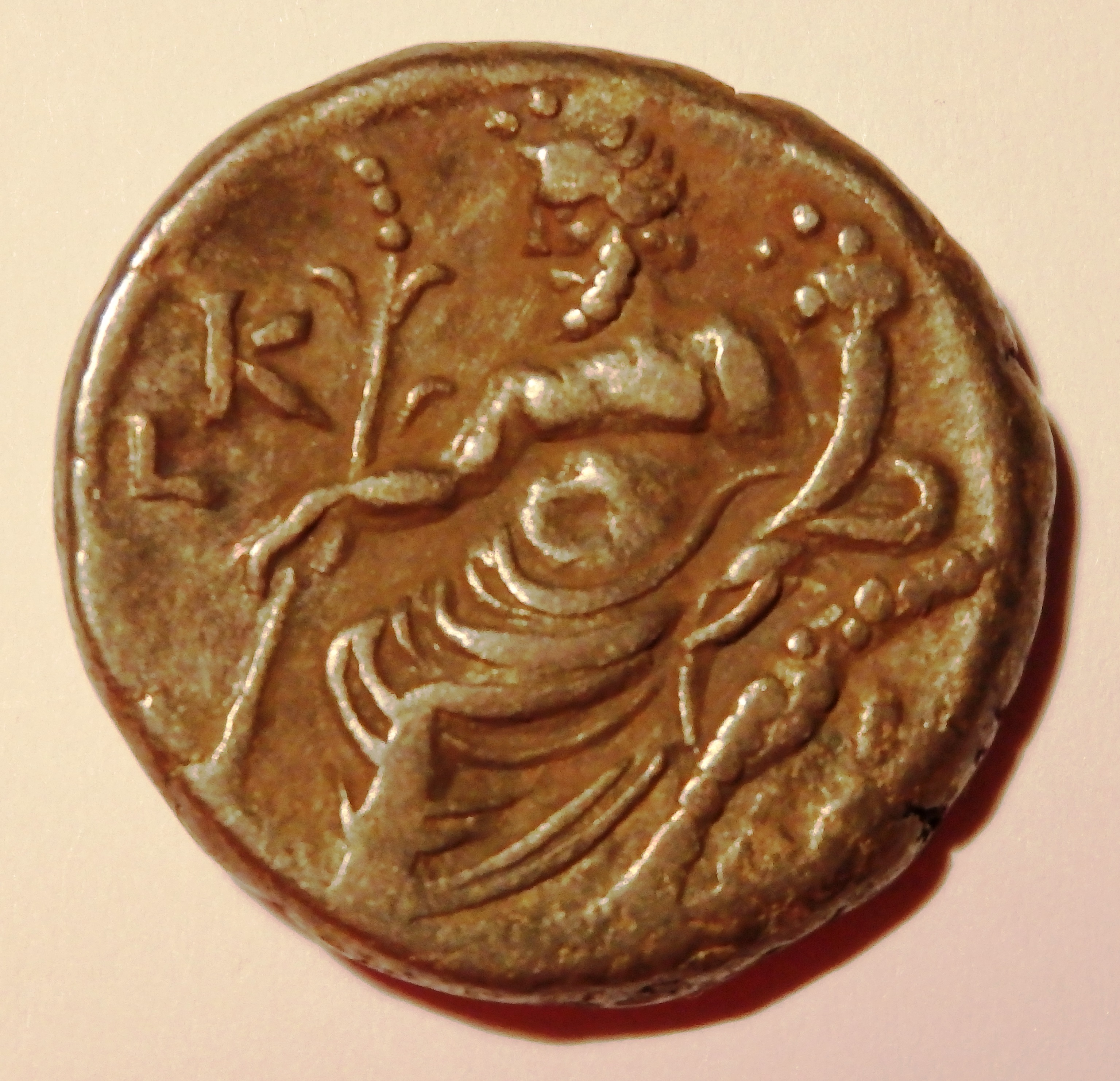
Gott Nilus auf Tetradrachme z. Zt. Kaiser Hadrians, Jahr 135/136 n. Chr.

Bereits die alten Römer waren auf der Suche nach den Quellen des riesigen Stromes („caput Nili quaerere“, im Vulgärlateinischen doppeldeutig, da auch als „Das Haupt des Nichts suchen“ übersetzbar). Im zweiten Jahrhundert nach der Zeitenwende schrieb Claudius Ptolemäus aufgrund von Reiseberichten, der Nil entströme zwei großen Binnenseen in Äquatornähe. Nahe der Seen erhöben sich die Montes Lunae. Dieser Aussage und seiner Weltkarte folgten arabische und europäische Darstellungen des Mittelalters. Auf Grund der großen Bedeutung für die Fruchtbarkeit Ägyptens und der Getreidelieferungen für die Versorgung Roms wurde der personifizierte Nil als Gott Nilus häufig auf Münzen während der römischen Zeit abgebildet.

### Neuzeit
Der portugiesische Jesuitenmissionar Pater Pedro Páez (1564–1622) entdeckte 1613 die Quelle des Blauen Nil. Der schottische Afrikaforscher James Bruce (1730–1794) entdeckte die Quelle am 4. November 1770 wieder und beanspruchte den Ruhm (vergeblich) für sich.
Viele Afrikaforscher haben versucht, die tatsächliche Quelle des Weißen Nils zu finden.
- Bei einer Expedition, die von 1821 bis 1822 dauerte, erreichte der Franzose Frédéric Cailliaud den Zusammenfluss von Blauem und Weißem Nil.
- 1857 gingen die Briten John Hanning Speke und Richard Francis Burton gemeinsam auf Erkundung des Victoriasees: John Speke sah in ihm die Quelle, Richard Burton jedoch im südlicheren Tanganjikasee.
- 1858 machte sich John Speke, nun in Begleitung mit James Augustus Grant, erneut auf Expedition, und sie entdeckten 1862 die Ripon Falls, den Abfluss des Viktoria-Nils im Norden des Viktoriasees. Im gleichen Jahr drangen Samuel Baker und seine Frau Florence Baker von Khartoum aus entlang des weißen Nil in südlicher Richtung vor, wobei sie im Februar 1863 auf Speke und Grant trafen. Im weiteren Verlauf ihrer Expedition entdeckte das Forscherehepaar den Albertsee, der vom Viktoria-Nil gespeist wird.
- 1861 stellte die niederländische Afrikaforscherin Alexine Tinne in Kairo eine Expedition zusammen, musste diese aber aus logistischen Gründen nach einigen Monaten erfolglos abbrechen.
- 1866 machte sich der britische Forscher David Livingstone auf Expeditionen zu den Quellen des Nil und des Kongo. Er meinte sie im viel weiter südlich liegenden Bangweulusee gefunden zu haben, erreichte die wirkliche Quelle aber nie.
- Die Quelle des Kagera-Nil am Luvironza, die der mündungsfernsten Nil-Quelle entspricht, wurde 1893 von Oskar Baumann und Oskar Lenz gemeinsam entdeckt, aber nicht genau bestimmt.
- 1898 entdeckte Richard Kandt die Rukarara-Quelle (Ruandischer Quellfluss) im Nyungwe-Wald.
- Erst 1937 wurde die geographische Lage der Luvironza-Quelle von Burkhart Waldecker (1902–1964) genau bestimmt.

Auch der Brite Samuel White Baker und der Italiener Romolo Gessi, die sich ebenfalls auf die Suche machten, haben erfolgreiche Expeditionen unternommen.
Unterdessen hatte das auf Stereoskopien spezialisierte Pariser Familienunternehmen Léon & Lévy anlässlich der Einweihung des Sueskanals 1869 dem Fotografen Auguste-Rosalie Bisson dessen „Reise auf dem Nil“ finanziert, wovon rund 300 Aufnahmen reproduziert wurden.
Die Briten begannen schon bald nach der Übernahme der Kontrolle in Ägypten mit der hydrologischen Erforschung und Dokumentation des Nils. Bekannt geworden sind in diesem Zusammenhang William Willcocks, der Erbauer der ersten Assuan-Staumauer, und insbesondere Harold Edwin Hurst, der während seiner 62-jährigen Tätigkeit im Dienst der ägyptischen Regierung die wohl größte Datenmenge erforschte, sammelte und dokumentierte, die je über einen Fluss zusammengetragen wurde. Bei der Ermittlung des für die Century Storage erforderlichen Stauvolumens entdeckte Hurst das später nach ihm benannte Phänomen des Hurst-Exponenten, wonach sich aus seinen empirischen Daten eindeutig ein größeres Volumen ergab, als es nach den damals gebräuchlichen theoretischen Berechnungsmethoden zu erwarten gewesen wäre.

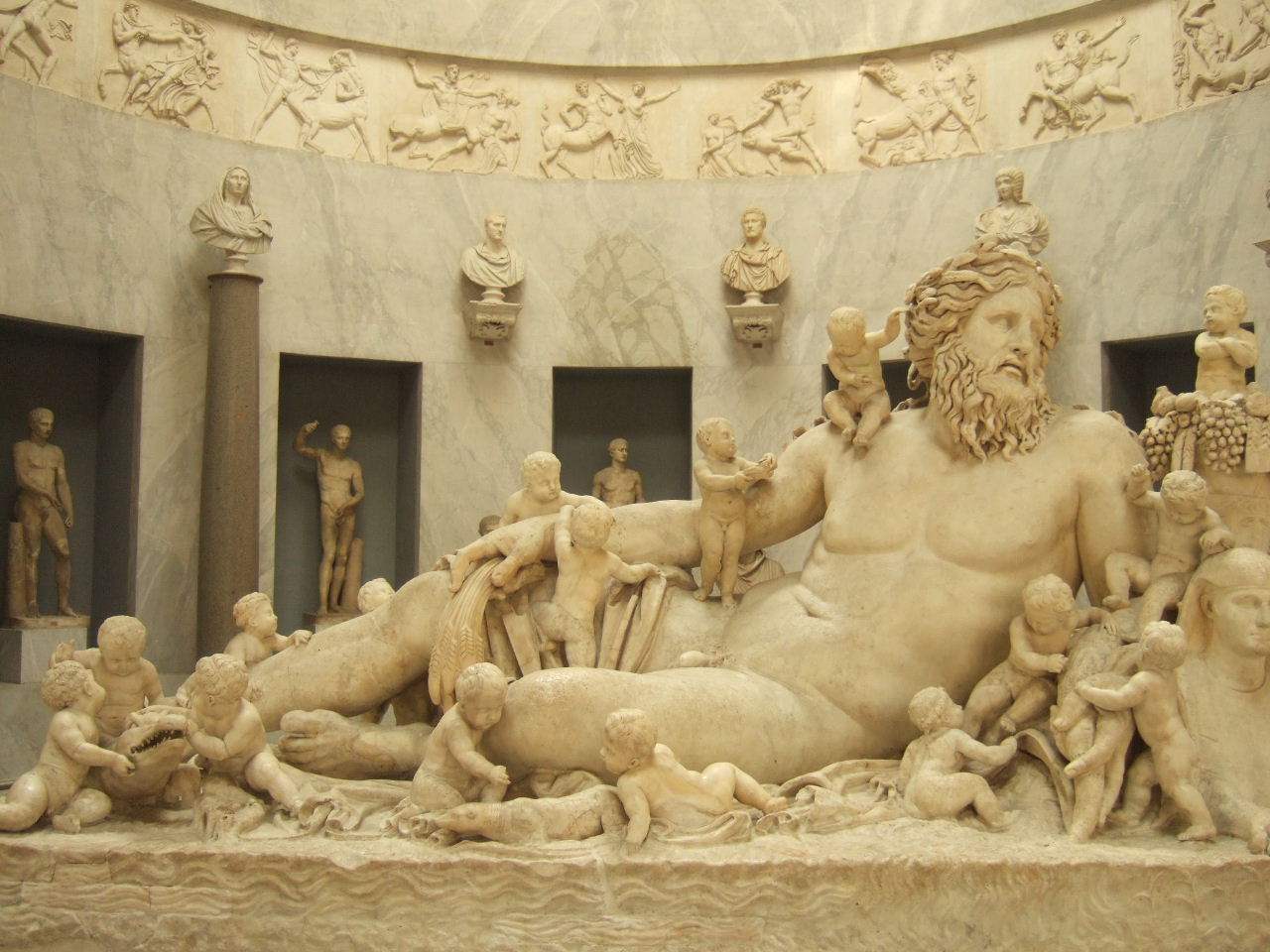
„Der Nil“ – römische Arbeit aus dem 1. Jh. n. Chr. im Vatikanischen Museum
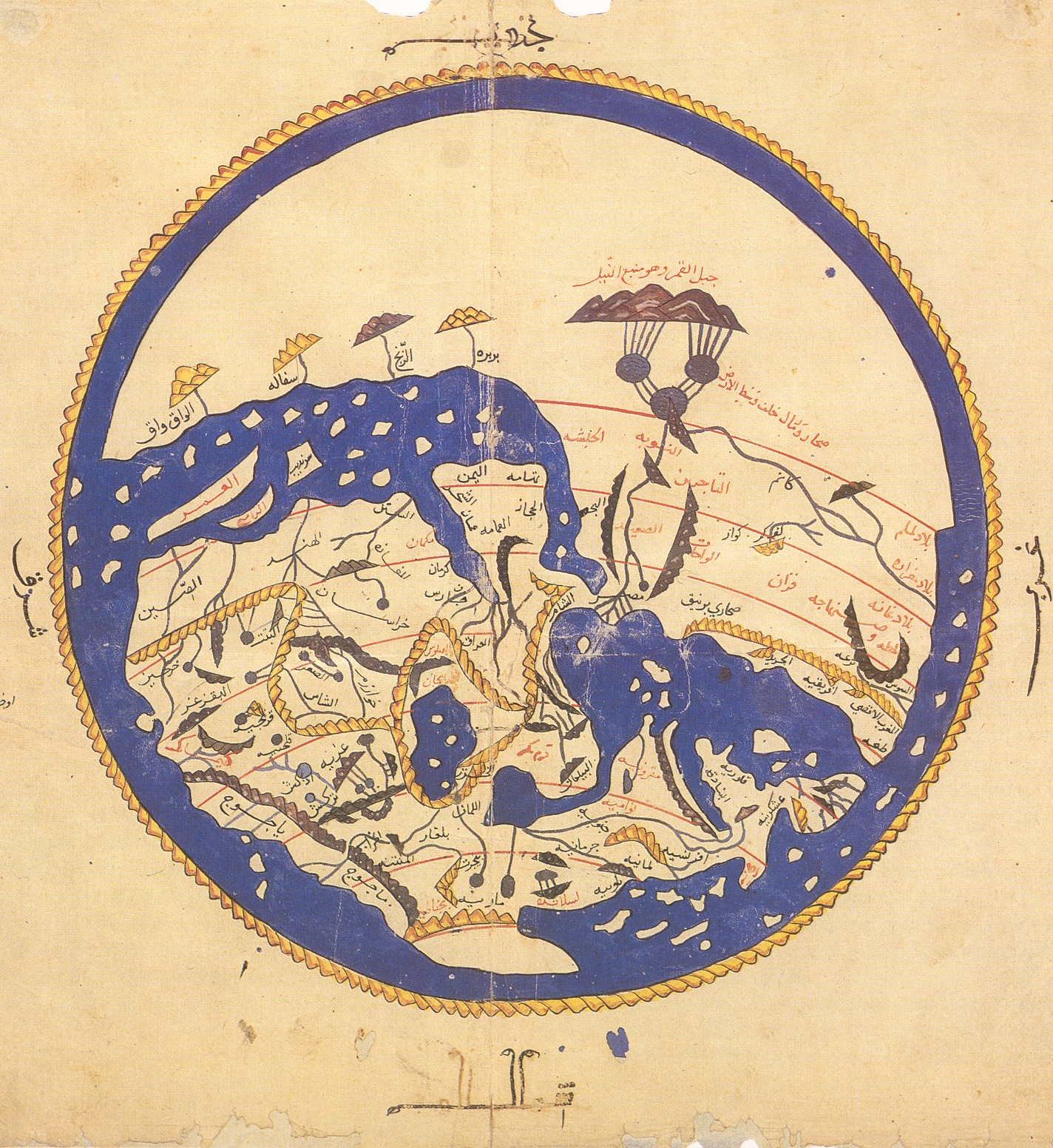
Arabische Weltkarte, 12. Jh. (Süden ist oben): Aus einem Gebirge (oben) werden zwei Quellflüsse gespeist, die zwei Seen durchfließen und sich in einem dritten See zum Nil vereinigen.
Europäische Karte „Abessiniens“, 16. Jh.: Der Nil und seine oberen Nebenflüsse entfließen Binnenseen.

## Verkehr

### Kanäle
Künstlich angelegte Kanäle, die den Nil begleiten oder von ihm abzweigen, sind unter anderen:
- Bahr Yusuf
- El Muhit-Kanal
- Giseh-Kanal
- Ibrahimiyya-Kanal
- Ismailia-Kanal
- Jonglei-Kanal (unvollendet)

### Brücken
Im Nildelta wurden seit der von Robert Stephenson in den Jahren 1852 bis 1856 gebauten Eisenbahn von Alexandria nach Kairo und den beiden 1862 fertiggestellten Abschnitten der Delta Barrages über den Rosetta- und den Damietta-Arm noch zahlreiche weitere Brücken gebaut.
In Kairo war die 1871 eröffnete Kobri el Gezira die erste Brücke zur Insel al-Gezira. Inzwischen verbinden mehrere, bis zu zehnspurige Brücken das Zentrum mit der Insel sowie dem gegenüberliegenden Flussufer.
Zwischen Kairo und Khartum gab es lange nur die 1902 fertiggestellten Stauwehre in Asyut und Assuan, über die eine Straße verlief. Im Sudan wurde wenige Jahre darauf die Eisenbahn von Port Sudan nach Khartum und Wadi Halfa und der Zweig von Khartum über Sannar und Kusti nach El Obeid mit der An-Nil-al-azraq-Brücke über den Blauen Nil in Khartum und der Kusti-Eisenbahnbrücke über den Weißen Nil gebaut.
Ägypten hat insbesondere in den letzten Jahrzehnten unterhalb von Assuan zahlreiche Straßenbrücken gebaut, so dass etwa alle 50 bis 100 km eine feste Querung besteht.
Im Sudan wurden Brücken in Khartum erstellt sowie einige wenige in dem kaum besiedelten Abschnitt oberhalb des Nassersees. Außerdem gibt es oberhalb von Khartum nun je drei Straßenbrücken über den Weißen und den Blauen Nil.
Südlich des Sudan gibt es über den Blauen und den Weißen Nil nur jeweils fünf feste Querungen, darunter in Äthiopien die beiden portugiesischen Brücken unterhalb des Tanasees aus dem 17. Jahrhundert, die mit Abstand die ältesten Nilbrücken sind.